# Industry (Illinois)
Industry és una població dels Estats Units a l'estat d'Illinois. Segons el cens del 2000 tenia 540 habitants.

## Demografia
Segons el cens del 2000, Industry tenia 540 habitants, 208 habitatges, i 163 famílies. La densitat de població era de 443,6 habitants/km².
Dels 208 habitatges en un 33,7% hi vivien nens de menys de 18 anys, en un 64,4% hi vivien parelles casades, en un 13% dones solteres, i en un 21,2% no eren unitats familiars. En el 20,2% dels habitatges hi vivien persones soles el 10,6% de les quals corresponia a persones de 65 anys o més que vivien soles. El nombre mitjà de persones vivint en cada habitatge era de 2,6 i el nombre mitjà de persones que vivien en cada família era de 2,99.
Per edats la població es repartia de la següent manera: un 29,4% tenia menys de 18 anys, un 5,9% entre 18 i 24, un 25% entre 25 i 44, un 22,2% de 45 a 60 i un 17,4% 65 anys o més.
L'edat mediana era de 36 anys. Per cada 100 dones de 18 o més anys hi havia 83,2 homes.
Entorn del 12% de les famílies i el 13,8% de la població estaven per davall del llindar de pobresa.

## Poblacions properes
El següent diagrama mostra les poblacions més properes.